# Diogo Tavares
Pour les articles homonymes, voir Tavares.
Diogo Filipe Conceição Tavares est un footballeur portugais né le 29 juillet 1987 à Lisbonne. Il évolue au poste d'attaquant.

## Biographie
Diogo Tavares participe à la Coupe du monde des moins de 20 ans 2007 avec le Portugal.
À l'issue de la saison 2009/2010, il compte à son actif un total de 41 matchs en Serie B (2e division italienne).

## Carrière
- 2004-2006 :  Sporting Portugal B
- 2006-jan. 2007 :  Genoa CFC
- jan. 2007-2007 :  AC Monza
- 2007-2008 :  AC Lugano
- 2008-jan. 2010 :  Frosinone
- jan. 2010-jan. 2011 :  Pergocrema
  - 2010-jan. 2011 :  Frosinone (prêt)
- jan. 2011-2011 :  Ternana Calcio
- 2011-août 2011 :  Frosinone
- depuis août 2011 :  Côme[1],[2]